# Antigonie (Syrie)
Pour les articles homonymes, voir Antigonie.
Antigonie est une cité de la Syrie antique, située sur le fleuve Oronte, dans la province d'Hatay, actuelle Turquie.
La cité est fondée par le diadoque Antigone le Borgne en 307 av. J.-C. peu avant sa proclamation royale. Il la fait peupler avec notamment 5 300 colons athéniens. Après la bataille d'Ipsos en 301 qui voit périr Antigone, la cité, à peine érigée, est détruite par Séleucos Ier qui en transporte les habitants à Antioche, fondée vers 300 à 9 km en aval de l'Oronte.
Son emplacement exact est aujourd'hui inconnu.